# Geoffrey Clough Ainsworth
Pour les articles homonymes, voir Ainsworth.
 (août 2019).
Si vous disposez d'ouvrages ou d'articles de référence ou si vous connaissez des sites web de qualité traitant du thème abordé ici, merci de compléter l'article en donnant les références utiles à sa vérifiabilité et en les liant à la section « Notes et références ».
Geoffrey Clough Ainsworth est un mycologue et un historien des sciences britannique, né le 9 octobre 1905 à Birmingham et mort le 25 octobre 1998 à Derby. Ses  multiples écrits ont fait connaître la mycologie et ses applications pharmaceutiques à un vaste public.

## Biographie
Il est le fils unique du révérend Percy Clough Ainsworth. Il fait ses études à Bath avant d’entrer à l’University College de Nottingham. En 1929, il est diplômé en pharmacie et commence alors à travailler sur la pathologie végétale à la station expérimentale de Rothamsted puis, à partir de 1931 et jusqu’en 1939, au centre de recherche de Cheshunt. Il soutient sa thèse à l’université de Londres en 1934 et fait paraître, en 1937, son premier livre, intitulé The Plant Diseases of Great Britain.
Ainsworth se rapproche du département de mycologie des Jardins botaniques royaux de Kew. Il devient mycologue assistant en 1939. Avec Guy Richard Bisby (1889-1958), il s’attelle au Dictionary of the Fungi qui commence à paraître en 1943 et qui connaîtra de nombreuses rééditions. Le nombre de champignons estimés par Bisby et Ainsworth passe de 100 000 en 1943 à au moins 1,5 million actuellement.
Jugeant son salaire trop modeste à Kew, Ainsworth prend la direction du département de mycologie des laboratoires de recherche physiologique Wellcome à Beckenham, dans le Kent. Il travaille alors sur les antibiotiques. À partir de 1947, il travaille à l'École d'hygiène et de médecine tropicale de Londres. Ses espoirs de remplacer le directeur de l’école sont déçus parce qu’il n’est pas médecin.
De 1948 à 1957, il donne des cours à l’université d'Exeter et fait paraître plusieurs livres : avec Kathleen Sampson (en) The British Smut Fungi (1950) et Medical Mycology (1952). Ainsworth commence à s’intéresser à l’histoire des sciences et, avec Phyllis Margaret Stockdale (1927-1989), travaille spécialement sur la mycologie vétérinaire et médicale. Il organise le premier cours de mycologie vétérinaire pour les écoles vétérinaires de Grande-Bretagne. Il fonde en 1954 l'International Society for Human and Animal Mycology (ISHAM) dont il assure le secrétariat jusqu’en 1966.
En 1957, il devient éditeur assistant à l’Institut mycologique du Commonwealth au Kew, puis en 1961, directeur assistant et, en 1964, directeur. Il prend sa retraite en 1968. À partir de 1965, il fait paraître The Fungi : an advanced treatise, d’abord avec A.S. Sussman puis avec Frederick Kroeber Sparrow (1903-1977). Ce projet rassemble 105 contributeurs. Il fait paraître, à la fin de sa vie, plusieurs ouvrages sur l’histoire de la mycologie : An Introduction to the History of Mycology (1976), An Introduction to the History of Plant Pathology (1981) et An Introduction to the History of Medical Mycology (1986). Il renonce à ajouter un quatrième traité sur la mycologie industrielle à cette série. Il consacre aussi des articles sur les mycologues britanniques dans The Mycologist, une revue publiée par la Société mycologique britannique ; ils sont réunis en volume dans Brief Biographies of British Mycologists (1996). Il occupe de nombreux postes au sein de la Société mycologique britannique et est membre de diverses sociétés savantes. Il reçoit un doctorat honoraire de l’Université d'Exeter en 1978, la médaille linnéenne en 1980 et d’autres honneurs.
Ainsw. est l’abréviation botanique standard de Geoffrey Clough Ainsworth.
Consulter la liste des abréviations d'auteur en botanique ou la liste des plantes assignées à cet auteur par l'IPNI, la liste des champignons assignés par MycoBank, la liste des algues assignées par l'AlgaeBase et la liste des fossiles assignés à cet auteur par l'IFPNI.